# تاکوما آرانو
تاکوما آرانو (انگلیسی: Takuma Arano؛ زادهٔ ۲۰ آوریل ۱۹۹۳) بازیکن فوتبال اهل ژاپن است.
از باشگاه‌هایی که در آن بازی کرده‌است می‌توان به باشگاه فوتبال کونسادول ساپورو اشاره کرد.